# Duarte António da Câmara
Duarte António da Câmara, 5º conde de Aveiras por seu casamento, casou depois com sua sobrinha D. Constança Manuel (morta em 1791) filha de sua irmã D. Mécia de Rohan, dama da Rainha D. Maria Ana de Áustria, casada em 1719 com D. João Manuel de Noronha (1679-1761), 6º conde da Atalaia e 1º Marquês de Tancos.
Filho do 2º conde da Ribeira Grande, nasceu em 13 de outubro de 1693 e morreu em 29 de junho de 1779.
Casou em 13 de junho de 1720 com D. Inês Joaquina Ana Antónia Isabel da Hungria da Silva Telo de Meneses, 5ª condessa de Aveiras, senhora e herdeira de toda a casa, senhorios, vínculos e padroados da casa que administrava seu pai, o 4º conde de Aveiras, D. Luís da Silva Telo de Meneses (1682-1741) casado desde 1700 com D. Maria Inácia de Távora, filha do 1º conde de Alvor, de quem tivera duas filhas, uma cedo morta.
Casou em 8 de fevereiro de 1746 com sua sobrinha, D. Constança Manuel, 7ª condessa de Atalaia e 2ª Marquesa e Duquesa de Tancos.
Serviu desde 1709 ao Exército no Alentejo como voluntário. Foi tenente-general, conselheiro de Guerra, governador das Armas do Alentejo, depois da Estremadura, deputado da Junta dos Três Estados, gentil-homem da casa do Infante D. Francisco, Duque de Beja, vedor da Rainha D. Maria Ana de Áustria, gentil-homem da Câmara de El-Rei, etc.
O título de marquês de Tancos lhe foi tornado extensivo por carta de 8 de fevereiro de 1746, dia do casamento, por D. João V de Portugal, sendo-lhe concedido acrescentamento de uma vida no título por carta de 15 de maio de 1777 por D. Maria I de Portugal.